# Örbågen
Örbågen är en sjö i Åtvidabergs kommun i Östergötland och ingår i Motala ströms huvudavrinningsområde. Sjön har en area på 0,219 kvadratkilometer och ligger 83 meter över havet.

## Delavrinningsområde
Örbågen ingår i det delavrinningsområde (645879-150830) som SMHI kallar för Utloppet av Ören. Medelhöjden är 89 meter över havet och ytan är 13,44 kvadratkilometer. Det finns ett avrinningsområde uppströms, och räknas det in blir den ackumulerade arean 51,22 kvadratkilometer. Sviestadsån (Huseån) som avvattnar avrinningsområdet har biflödesordning 2, vilket innebär att vattnet flödar genom totalt 2 vattendrag innan det når havet efter 101 kilometer. Avrinningsområdet består mestadels av skog (31 procent), öppen mark (14 procent) och jordbruk (28 procent). Avrinningsområdet har 3,49 kvadratkilometer vattenytor vilket ger det en sjöprocent på 26 procent.